# Sandbeiendorf
Sandbeiendorf is een plaats en voormalige gemeente in de Duitse deelstaat Saksen-Anhalt, en maakt deel uit van de Landkreis Börde.
Sandbeiendorf telt 282 inwoners.